# Colégio de São Bento
O Colégio de São Bento de São Paulo é um tradicional colégio localizado na cidade de São Paulo, fundado no ano de 1903 como Gymmasio de São Bento, por iniciativa do abade reformador Dom Miguel Kruse (1864- 1929). Renomada instituição de ensino paulistana, é ainda uma das principais escolas para chineses fora da China. 

## História
Em julho de 1900, iniciou-se a construção do prédio do ginásio, que foi concluída em 1903. Iniciou suas atividades em 1903 como Gymnasio de São Bento, o colégio foi uma iniciativa do grande reformador Dom Miguel Kruse.
As aulas na nova instituição de ensino em São Paulo tiveram início a 15 de fevereiro de 1903. O 1° aluno matriculado foi Gofredo Teixeira da Silva Teles. Dentre os docentes na ocasião da fundação estavam grandes nomes da sociedade paulistana, como Batista Pereira, Tobias de Aguiar, Miguel Ferreira, Alfredo Pacheco, Ademar de Melo Franco, Albert Levy e o historiador Affonso d’Escragnolle Taunay.
Já nos primeiros anos de sua existência, devido ao rigor do ensino e de seu extraordinário desenvolvimento, foi criado em 1906 o internato.
As práticas esportivas sempre foram uma constante no colégio.
Em 1943, recebeu o título de Colégio de São Bento, deixando de chamar-se Gimnásio. Em 120 anos de atividade, o colégio tem formado com muito orgulho várias gerações de alunos, muitos deles ilustres em seus campos de atuação. Frequentaram seus bancos escolares personalidades como o Governador do Estado de São Paulo André Franco Montoro – que também se tornou professor do gymnásio –, o Prefeito da cidade de São Paulo Francisco Prestes Maia, o médico Antonio Prudente Meireles de Morais (neto do presidente da República Prudente José de Morais e Barros), o poeta e tradutor Haroldo de Campos, os escritores Oswald de Andrade e Guilherme de Almeida, o historiador Sérgio Buarque de Holanda, o ator Raul Cortez, dentre muitos outros.
No ano de 2007 o Papa Bento XVI esteve hospedado no Mosteiro, ocasião em que abençoou as instalações do colégio.

## Reitores
1. Dom Miguel Kruse – 1903-1905
2. Dom Pedro Eggerath – 1906-1914;
3. Dom Domingos Schellhorn – 1915-1916;
4. Dom Amaro van Amelen – 1917-1920;
5. Dom Domingo Schellhorn – 1921-1924;
6. Dom Alcuíno Richarz – 1925-1927;
7. Dom Amaro van Emelen – 1928-1929;
8. Dom Ludgero Jaspers – 1929-1932;
9. Dom Rafael Riepenhoff – 1933 (1° semestre);
10. Dom Policarpo Amstalden – 1933-1937;
11. Dom Paulo Pedrosa – 1938-1946;
12. Dom Cândido Padin – 1947-1949;
13. Dom Rafael Riepenhoff – 1950-1961;
14. Dom Cândido Padin – 1962 (1° semestre);
15. Dom Beda Nebel – 1962-1978);
16. Dom Lucas Torrel de Almeida Costa – 1979-1982;
17. Dom Beda Nebel – 1982-1988;
18. Dom Estevão de Souza Neto – 1989-1991;
19. Dom João da Cruz – 1991-1994;
20. Dom Rocco Fraioli – 1994-2001;
21. Dom Adriano Bellini – 2001-2003;
22. Dom Matthias Tolentino Braga – 2003;
23. Dom Eduardo Uchôa – 2004-2010;
24. Dom Abade Matthias Tolentino Braga – 2011-2021
25. Dom Camilo de Jesus Dantas - 2021-2023[4]
26. Dom Alexandre de Andrade - 2023-atual[5]